# Поиск Windows
Поиск Windows (англ. Windows Search), ранее известный как Windows Desktop Search в Windows XP и Windows Server 2003, — компонент Windows, локальная поисковая система, действующая на уровне системы.
Поиск Windows создает индекс всех файлов и элементов на компьютере, чтобы быстро находить для пользователя такие элементы, как документы, изображения, аудиофайлы, установленные программы и настройки системы, как в Панели управления, так и в приложении «Параметры».
Главная страница позволяет задать настройки поиска, тем самым его сузив, в зависимости от того, что ищет пользователь: документы, изображения или настройки.
Поиск Windows использует интернет-поисковик Bing для отображения определений, математических расчетов или результатов поиска в сети.
Поиск Windows был впервые представлен в 2006 году, в Windows Vista как Instant Search.

## История
Поиск Windows заменил Indexing Service, остаточную функцию Object File System - рудимента времен проекта Cairo, который никогда не был реализован полностью. Разработка Windows Search началась в силу того, что Microsoft не успевала завершить разработку WinFS к намеченному сроку; Windows Search внедряет в Windows те функции, которые считались преимуществами WinFS: построение поискового индекса, инкрементальный поиск и т.п.
В русском издании Windows 7 название службы поиска Windows осталось непереведённым, и значилось как Windows Search

## Обзор
Поиск Windows создает полнотекстовый индекс файлов на компьютере.
Время, необходимое для первоначального создания этого индекса, зависит от объёма и типа индексируемых данных и может занимать до нескольких часов, но это происходит один раз. После того, как содержимое файла было добавлено в этот индекс, Поиск Windows может использовать индекс для более быстрого поиска результатов, чем это потребовалось бы для поиска по всем файлам на компьютере. Поиск выполняется не только по именам файлов, но и по их содержимому (при условии, что установлен соответствующий обработчик для типа файла, например Adobe Acrobat Reader для файлов PDF), а также по ключевым словам, комментариям и всем другим метаданным, которые распознает Поиск. Например, при поиске лексемы «The Beatles», поиск отобразит музыкальные файлы на компьютере, в которых есть «The Beatles» в названиях песен, исполнителях или названиях альбомов, а также любые электронные письма, документы и прочие файлы, включающие фразу «The Beatles» в их именах, содержании и других метаданных.
Windows Search включает в себя инкрементальный поиск (также известный как «поиск по мере ввода»). Это значит, что поиск выполняется при вводе символов в поле поиска и результаты поиска обновляются и уточняются в реальном времени по мере ввода новых символов. Это обеспечивает нахождение нужных файлов ещё до того, как будет введен полный поисковый запрос.
Windows Search поддерживает IFilters. Это компоненты, позволяющие поисковым программам сканировать файлы по их содержимому и метаданным. После установки соответствующего фильтра IFilter для определённого формата файла он используется для извлечения текста из файлов, сохраненных в этом формате.
По умолчанию, в Поиске Windows есть IFilters для текстовых документов Word, электронных таблиц Excel, презентаций PowerPoint, веб-страниц в формате HTML, текстовых файлов, аудиофайлов MP3 и WMA, видеофайлов WMV, ASF и AVI, а также изображений в формате JPEG, BMP и PNG.
Поиск Windows использует обработчики свойств для обработки метаданных из форматов файлов. Обработчик свойств должен иметь описание свойства и схему для свойства поиска Windows, чтобы индексировать метаданные.

## Приватность
Индекс Поиска Windows строится и хранится локально, никакая информация в Microsoft не отправляется.